# Call of Duty: Mobile
Call of Duty: Mobile (ou COD: Mobile) est un jeu vidéo mobile de tir à la première personne en free-to-play développé par TiMi Studios et publié par Activision. Il est disponible mondialement à partir du 1er octobre 2019 sur iOS et Android. Il fait partie de la série Call of Duty.
Il propose quatre modes battle royale (le mode basique sur deux cartes, Blackout et Isolated, un mode de combat de chars, le mode blitz et le mode résurgence sur la carte Alcatraz) et vingt-sept modes multijoueurs. COD: Mobile emprunte des armes, personnages et cartes tirés de certains épisodes sur consoles et PC, notamment des jeux Black Ops, Warzone et Modern Warfare. La Classe C est un système de grade. Il est disponible dans le Battle Royale et également en multijoueur. À chaque grade, le joueur gagne une récompense. Plus le grade est élevé, plus le joueur gagnera de grandes récompenses, comme les récompenses épiques.

## Gameplay

### Multijoueur
Les joueurs ont la possibilité de choisir de jouer des matchs classés ou non classés en mode multijoueur. Il existe deux types de devises dans le jeu : les « crédits », que l'on gagne en jouant au jeu, et les « points COD », qui doivent être achetés avec de l'argent réel. Il est possible de jouer à l'intégralité du jeu sans payer, bien que certains skins de personnages et d'armes exclusifs ne puissent être achetés qu'avec des points COD. Outre le matchmaking standard, il est possible d'accéder à une salle privée pour les modes multijoueur et battle royale, où les joueurs peuvent inviter et combattre uniquement avec leurs amis dans le jeu.
Le mode multijoueur est un jeu de tir à la première personne de base, similaire aux précédents jeux Call of Duty sur d'autres plateformes, avec d'anciennes cartes. Les principaux modes de jeu sont les suivants : Team Deathmatch, Domination, Free for All, Hardpoint, Kill Confirmed, etc. Le jeu dispose également de "Scorestreaks", qui sont des armes spéciales qui sont disponibles lorsque le joueur atteint certains temps et points. De plus, le jeu propose des modes multijoueurs spéciaux et limités qui peuvent durer des jours, des semaines ou une saison entière . Ces modes comprennent : Prop Hunt, Rapid Fire, Sticks and Stones, 2v2, Capture the Flag, One Shot One Kill, Snipers Only, et Gun Game, entre autres.

### Zombie
Cette section est promotionnelle ou publicitaire (février 2022). Considérez son contenu avec précaution et/ou discutez-en.
Le 21 octobre 2021 signe le retour du mode de jeu « zombie » sur Call of Duty mobile désormais intitulé : « siège de mort vivant »
environ 19 mois après que sa précédente version ait été supprimée car jugée comme ne répondant pas aux attentes et manquant de qualité. Le but de ce mode est de protéger l'entrepôt qui sert également de base de téléportation en équipe contre différentes vagues de zombies lors de la nuit à l’aide de tourelles améliorables grâce à différents objets que l’on peut trouver lors du jour qui est une période d’exploration permettant de récupérer du loot (objet virtuel dans un jeu vidéo — en l’occurrence armes, munitions, boucliers et d’autres objet destiné aux améliorations).
Il possède différents events tel que des boss, l’apparition de colis renfermant différents objets, la téléportation de la base permettant de rajouter du dynamisme au gameplay et d’éviter la redondance.
Ce mode possède différents niveaux de difficulté ajoutant plus de cycle jour nuits (soit des vagues), différents types de zombies plus puissants et plus de zombies. Il existe 3 niveaux de difficultés, allant de facile, à cauchemar en passant par difficile.
Il est possible de récupérer différents skins (élément cosmétique) d’armes ou de personnages a l’aide d’un battlepass séparé du battlepass principal. Ce battlepass est seulement sur les thèmes du mode zombie et permet de récupérer gratuitement deux personnages et des skins d’armes épiques dont les skins « matières noires ».
Le retour de ce mode bien plus acclamé par la communauté par rapport à sa précédente version. Il peut subir des changements ou ne pas rester indéfiniment comme l’indique la banderole « limité » sur ce mode.

### Battle Royale
Le jeu comprend également des modes de battle royale réunissant jusqu'à 100 joueurs. Un joueur peut choisir de jouer seul, en équipe de deux ou en équipe de quatre. Au début d'une partie, tous les joueurs choisissent une capacité allant de la guérison à la fabrication d'une rampe de lancement. Une fois que les 100 personnes sont prêtes, elles montent à bord d'un avion qui vole en ligne droite au-dessus de la carte. Cette trajectoire de vol change à chaque partie. Chaque équipe se voit automatiquement attribuer un chef de saut qui décide quand et où l'équipe va atterrir. Au début du jeu, chaque joueur ne porte qu'une arme de corps à corps. La carte est parsemée d'armes, de véhicules et d'objets que les joueurs peuvent utiliser pour améliorer leurs chances de tuer les ennemis tout en restant eux-mêmes en vie. La zone de sécurité sur la carte se rétrécit au fur et à mesure que le jeu avance, et les joueurs qui restent en dehors de cette zone reçoivent des dégâts jusqu'à ce qu'ils en sortent. Une équipe gagne la partie si elle est la dernière à rester en vie. Il existe également des modes à durée limitée comme Battle Royale: Blitz, Battle Royale: Alcatraz, qui sont des jeux d'équipe avec seulement 40 joueurs, à l'exception du mode Snipers Only, où seuls les pistolets et les fusils de précision sont disponibles avec 100 joueurs dans le match.
Un mode Zombies a été ajouté en novembre 2019. Il plaçait des équipes de joueurs contre des zombies qui attaquaient par vagues. Il était jouable en Endless Survival Mode, qui se déroulait comme l'expérience classique des zombies, et en Raid Mode, qui lançait un nombre déterminé de vagues aux joueurs avant de passer à une rencontre avec un boss. Les joueurs pouvaient choisir de le jouer en difficulté normale ou héroïque. Le mode a été supprimé en mars 2020 car il n'atteignait pas le niveau de qualité souhaité.

### Championnats du monde
Chaque année, les championnats du monde de Call of Duty Mobile sont organisés. La première étape se fait en solo, elle permet de se qualifier pour la suite mais aussi de gagner des récompenses: camouflages d'armes, skins... Une deuxième étape suit celle ci mais en équipe cette fois. Cette étape permet comme la précédente de gagner des récompenses mais avec plus de valeur: camouflages d'armes, skins et si vous êtes dans le top 68 de votre région vous gagnez des points COD (CP) normalement payants avec de l'argent réel; ces point COD (CP) vous donnerons la possibilité de faire des tirages au sort et de gagner des armes mythiques et légendaires et des skins mythiques et légendaires.

## Accueil
Call of Duty: Mobile a reçu des « critiques généralement favorables », selon l'agrégateur de critiques Metacritic. IGN a écrit que le jeu « représente ce que la franchise de la jonglerie a fait de mieux sur une plate-forme portable. GameSpot affirme qu'« au-delà de ses menus de micro-transactions désordonnés et des légers achats pour gagner du temps, il n'y a pas grand-chose d'autre dans Call of Duty: Mobile qui nuit à sa recréation fidèle de l'action multijoueur exaltante et rapide de la série principale ». Polygon a également fait l'éloge du jeu en déclarant : « Call of Duty: Mobile ne donne pas l'impression d'être une version profondément compromise ou édulcorée de l'ancien format multijoueur ; il ressemble tout simplement à Call of Duty ».
Au cours de son premier mois, le jeu a enregistré plus de 148 millions de téléchargements et généré près de 54 millions de dollars de revenus, ce qui en fait le plus grand lancement de jeu mobile de l'histoire. En juin 2020, le jeu avait enregistré plus de 250 millions de téléchargements, générant plus de 327 millions de dollars de revenus,,. En octobre 2020, ce chiffre était passé à plus de 480 millions de dollars avec 270 millions de téléchargements.